# Dellagiustaïta
La dellagiustaïta és un mineral de la classe dels òxids que pertany al grup de l'espinel·la. Rep el nom en honor del professor Antonio Della Giusta (nascut el 1941), de la Universitat de Pàdua (Itàlia), un expert en la química dels cristalls i dels fenòmens del trastorn de l'ordre dels cations en els minerals del grup de l'espinel·la.

## Característiques
La dellagiustaïta és un òxid de fórmula química V2+Al₂O₄. Va ser aprovada com a espècie vàlida per l'Associació Mineralògica Internacional l'any 2018, sent publicada per primera vegada el mateix any. Cristal·litza en el sistema isomètric. La seva duresa a l'escala de Mohs es troba entre 6,5 i 7.
L'exemplar que va servir per a determinar l'espècie, el que es coneix com a material tipus, es troba conservat a les col·leccions mineralògiques al Museu de les col·leccions de mineralogia, gemmologia, petrologia i depositologia de la Universitat de Milà, amb el número de catàleg: mcmgpg-h2017-001.

## Formació i jaciments
Va ser descoberta a Sierra de Comechingones, a la província de San Luis (Argentina). També ha estat descrita al complex magmàtic de Rakefet, al mont Carmel (districte de Haifa, Israel). Aquests dos indrets són els únics de tot el planeta on ha estat descrita aquesta espècie mineral.